# Solla
Solla S.A. es una empresa agroindustrial colombiana dedicada a la producción y comercialización de alimentos para animales.
La empresa participa tradicionalmente en el mercado de la alimentación para la ganadería, recientemente produce alimentos para mascotas donde se ubica dentro de los cinco mayores productores a través de la marca Nutre Can.

## Historia
Fue fundada el 12 de julio de 1948, en Medellín, en 1952 traslado sus operaciones a Itagüí, en 1956 abre su primera planta industrial en la ciudad de Buga.
En 1976 Solla inicia operaciones industriales en el municipio de Mosquera, en 1982 inicia operaciones en Girón.
En 2013, inicio la producción de alimentos para perros en su planta en Buga, un año después inicio la producción de alimentación de gatos.
Cuentan con un Centro de Investigaciones en alianza con la Escuela de Veterinaria de la Universidad CES en Medellín.